# Новопокровка (Табунский район)
Новопокровка — упразднённое село в Табунском районе Алтайского края. Находилось на территории Табунского сельсовета. Ликвидировано в 1960-е годы.

## География
Располагалось в 5 км к северо-западу от села Ермаковка.

## История
Основано в 1910 году. В 1928 г. посёлок Ново-Покровка состоял из 43 хозяйств. В составе Цветочного сельсовета Славгородского района Славгородского округа Сибирского края.

## Население
В 1928 году в посёлке проживало 204 человека (105 мужчин и 99 женщин), основное население — украинцы.